# 齊治平
齊治平（1927年—），字湘成，山東章邱人。曾任中國廣播公司國內部主任、幼獅電台台長、幼獅圖書社社長等職。

## 經歷
齊治平於1950年擔任勘建日報的編輯。該報後改名為新中國日報，他曾任編輯主任、主筆。
1953，中國青年救國團成立，任救國團臺中縣團務指導委員會第二組（文宣組）組長。1954年，調至救國團總團部任編審。1955年，兼任幼獅通訊社採訪主任。
1957年，任幼獅通訊社副社長。1969年，轉至中國廣播公司新聞部副主任。1971年調任中國廣播公司臺灣廣播電台台長。
1977年，調任中國廣播公司國內部主任；隔年因蔣孝武至中廣任總經理，中廣人事大調動，從中廣調回幼獅文化，擔任幼獅廣播電台台長及幼獅通訊社社長。1981年從幼獅文化退休後，經營超群廣播公司直到1988年再次退休。

## 成就
- 1971年獲第七屆金鐘獎，優良廣播電視節目獎─創新節目－中國廣播公司臺灣廣播電台《大哉中華》。
- 1972年獲第八屆金鐘獎，優良電視節目獎─創新節目－中國廣播公司臺灣廣播電台《歷史的旋律》。

## 出版著作
- 《世界風物誌》，台中：民族精神半月刊，1957年。[1]

- 《世界風土大系》v1~5，臺北：瑞泰出版，1963年。[2]

- 《節令的故事》，臺北：中國廣播公司空中雜誌社，1971年。[3]

- 《節令的故事─兒童版》，v1~7，1978年。